# Tridentella virginiana
Tridentella virginiana är en kräftdjursart som först beskrevs av Richardson 1900.  Tridentella virginiana ingår i släktet Tridentella och familjen Tridentellidae.
Artens utbredningsområde är Mexikanska golfen. Inga underarter finns listade i Catalogue of Life.